# Mullā

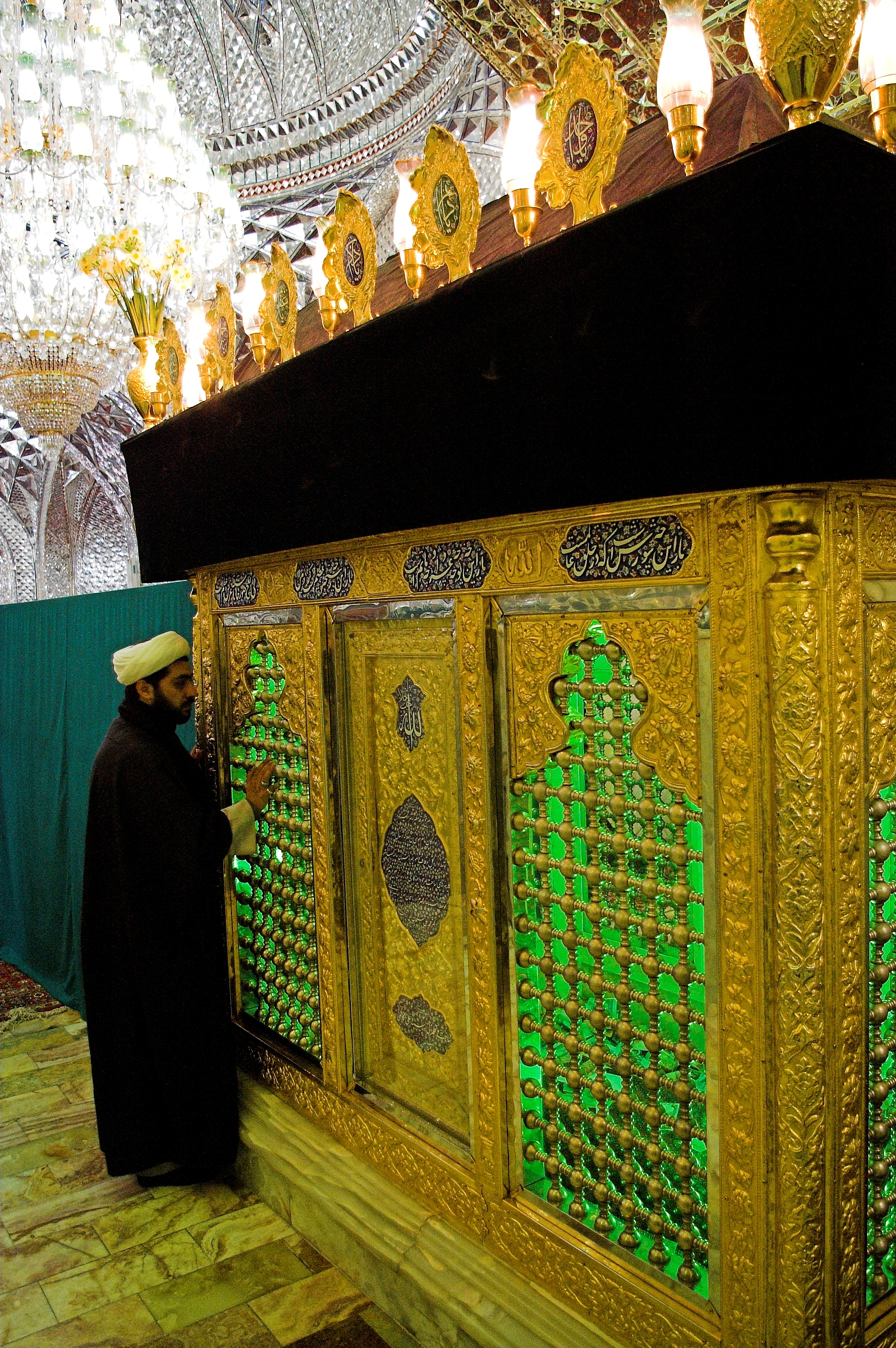
Un mullā in preghiera a Tabriz

Il mullā (in arabo مُلّا‎?, plur. in arabo مُلالي‎?, mulālī; in turco mulla), in italiano anche mullà o mollà, è un uomo di religione musulmana particolarmente esperto sulla teologia dell'Islam e la sharīʿa (un equivalente del sostantivo ʿālim).
La parola deriva dall'arabo mawlā, termine presente del Corano che, a causa della polisemia del termine, alcuni editori hanno considerato un titolo religioso. Il titolo, dato ad alcuni ʿālim, deriva dall'arabo مَوْلَى (mawlā), che però, in questo caso, vuol dire "maestro" o "custode".
Il termine riguarda particolarmente il contesto sciita ed è questo il sostantivo che  in una parte del mondo islamico – soprattutto in Iran, Pakistan, Azerbaigian, Afghanistan, Arabia orientale, Penisola balcanica, Asia centrale e Asia meridionale – viene comunemente attribuito al capo della comunità religiosa locale o al Khaṭīb della moschea locale.
Il titolo è anche usato da alcuni ebrei sefarditi, sempre per indicare una figura di riferimento dottrinario nella comunità religiosa. Resta inteso, soprattutto nel mondo musulmano, il senso di rispetto e la saggezza espressa dalla figura cui si riferisce.